# Shorea pubistyla
Shorea pubistyla är en tvåhjärtbladig växtart som beskrevs av Peter Shaw Ashton. Shorea pubistyla ingår i släktet Shorea och familjen Dipterocarpaceae. Inga underarter finns listade i Catalogue of Life.